# 別府市美術館
別府市美術館（べっぷしびじゅつかん）は、大分県別府市大字別府字野口原にある公立美術館である。

## 概要
明治時代から昭和初期にかけて活躍した安井曽太郎、梅原龍三郎、福田平八郎、小磯良平、朝倉文夫の作品や、大分県出身の冨永一郎、宇治山哲平、片多徳郎、江藤哲らの作品を常時展示するほか、企画展示室、市民向けのギャラリーを備える。また、ロビーには美術館設立に寄与した実業家佐藤慶太郎の胸像や、別府を描いた風景画が展示されている。

## 沿革
福岡県出身の実業家佐藤慶太郎の寄付を元に1950年（昭和25年）に設立された九州で初めての公立美術館である。
その後、1984年（昭和59年）にかつてホテルだった建物を利用して上人ヶ浜町で開館。しかし、老朽化が進み、2016年（平成28年）4月の熊本地震によって給水設備に不具合が生じ冷暖房が使えない状態になったことなどから、同年7月1日から休館。休館中は、野口ふれあい交流センター（旧別府市立野口小学校）を代替施設とし、企画展などが開催された。
別府市は、大分県から野口原の旧大分県立社会教育総合センター（旧大分県ニューライフプラザ）の払い下げを受け、2017年（平成29年）10月12日に別府市美術館を移転。新美術館は鉄筋コンクリート構造2階建ての施設で、上人ヶ浜町の旧美術館の2倍以上となる約3,300m2の延床面積を有する。
別府市では、この施設は暫定的に使用し、将来的に別府市美術館と別府市立図書館とを一体整備する方針で、基本構想の策定を行っていたが、2019年（令和元年）に、新図書館と連携させながら、現施設を継続使用する方針とされた。
なお、本美術館は、空調設備の全面改修のため、2022年（令和4年）10月1日から2024年（令和6年）2月末までの約1年4ヶ月休館する予定である。

## 基礎データ
- 観覧料[10]
  - 一般・大学生・高校生 - 100円
  - 小・中学生 - 50円
  - 小学生未満・70歳以上 - 無料
- 開館時間[10]
  - 10:00 - 17:00（入館は16:30まで）
- 休館日[10]
  - 月曜日（祝日の場合は翌日）

## 交通
- 自動車 - 大分自動車道別府ICから10分[10]
- 鉄道 - JR九州日豊本線別府駅 (大分県)西口から徒歩25分（2km）
- バス - 亀の井バスの以下の路線でニューライフプラザ・ビーコンプラザ前停留所下車
  - 別府駅西口から（乗車時間約6分） - 3番扇山線、8番別府駅西口・観海寺線、33番柚の木線（運行休止中）、34番堺線（運行休止中）、36番湯布院線、37番くじゅう高原線
  - 別府駅東口から（乗車時間約15分） - 16番外廻り循環線、17番山の手経由鉄輪線

## 旧美術館
1972年（昭和47年）に完成したホテルの建物を使用して1984年（昭和59年）に開館したもので、鉄筋コンクリート構造2階建てであった。移転後の跡地については民間事業者が公園を整備・運営するパークPFI方式を採用することになり、隣接する市営の別府海浜砂湯は2023年（令和5年）3月31日で廃止され、民間事業者によって改めて砂湯施設や宿泊施設が整備されることになった。
- 所在地 - 〒874-0023 大分県別府市上人ヶ浜町1番1号[12]

- 交通
  - 鉄道 - JR九州日豊本線別府大学駅から徒歩3分[12]
  - バス - 別府駅東口から以下の路線で六勝園停留所（乗車時間約14分）下車、徒歩約1分
    - 亀の井バス - 20番別府大学経由鉄輪線、26番外廻り循環線
    - 大分交通 - 50番APU線